# Vicente Otiniano
Vicente Otiniano fue un político peruano. 
Fue miembro del Congreso Constituyente de 1822 por el departamento de La Libertad. Dicho congreso constituyente fue el que elaboró la primera constitución política del país.